# نانديتا بيري
نانديتا بيري (بالإنجليزية: Nandita Berry)‏ هي محامية أمريكية، ولدت في 1 أبريل 1968 في حيدر آباد في الهند.